# Copa do Brasil de Futebol Americano Feminino de 2018
A Copa do Brasil de Futebol Americano Feminino de 2018, oficialmente Copa Sport America do Brasil de Futebol Americano Feminino de 2018 por motivos de patrocínio, é a quinta edição do Campeonato Brasileiro Feminino de Futebol Americano. É a primeira edição na qual a Liga Nacional de Futebol Americano é organizadora da competição sob chancela da Confederação Brasileira de Futebol Americano (CBFA).
O Sinop Coyotes conquistou o bicampeonato de forma invicta ao derrotar o Big Riders FA na final.

## Fórmula de disputa
As sete equipes estão divididas em dois grupos: Grupo A com três equipes e Grupo B com quatro equipes. Cada equipe faz dois jogo dentro do grupo, sendo um como mandante e outro como visitante. Ao fim da Primeira Fase classificam-se às Semifinais o 1º do Grupo A, o 1º e 2º do Grupo B e a melhor equipe considerando as quatro equipes restantes dos Grupos A e B. Os dois vencedores das Semifinais disputam a Final.

## Participantes
Este torneio conta com a participação de sete equipes, até então o maior número de participantes da história. A equipe do Cariocas Futebol Americano, atual campeã, pela primeira vez não participa da competição.
| Equipe               | Cidade         |
| -------------------- | -------------- |
| Aracaju Alfa         | Aracaju        |
| Big Riders FA        | Rio de Janeiro |
| Brasília Pilots      | Brasília       |
| Curitiba Lions       | Curitiba       |
| Curitiba Silverhawks | Curitiba       |
| São Paulo Spartans   | São Paulo      |
| Sinop Coyotes        | Sinop          |

## Classificação da Primeira Fase
O símbolo #4 indicada a melhor equipe considerando as equipes restantes não classificadas diretamente nos Grupos A e B.

### Grupo A
| Pos | Times           | V | E | D | PCT   | PF | PS  | SP  |
| --- | --------------- | - | - | - | ----- | -- | --- | --- |
| 1   | Sinop Coyotes   | 2 | 0 | 0 | 1.000 | 90 | 22  | 68  |
| 2   | Brasília Pilots | 1 | 0 | 1 | .500  | 52 | 30  | 22  |
| 3   | Aracaju Alfa    | 0 | 0 | 2 | .000  | 14 | 104 | -90 |

#### Resultados
| 5 de agosto 9:00 UTC -3 | Relatório | Brasília Pilots | 44–00 | Aracaju Alfa |  | Estádio Abadião, Ceilândia-DF |  |

| 26 de agosto 17:00 UTC -4 | Relatório | Sinop Coyotes | 30–08 | Brasília Pilots |  | Estádio Gigante do Norte, Sinop-MT |  |

| 16 de setembro 9:00 UTC -3 |  | Aracaju Alfa | 14–60 | Sinop Coyotes |  | Estádio Etelvino Mendonça, Itabaiana-SE |  |

### Grupo B
| Pos | Times                 | V | E | D | PCT   | PF | PS | SP  |
| --- | --------------------- | - | - | - | ----- | -- | -- | --- |
| 1   | Big Riders FA         | 2 | 0 | 0 | 1.000 | 61 | 6  | 55  |
| 2   | Curitiba Silverhawks  | 1 | 0 | 1 | .500  | 18 | 28 | -10 |
| 3   | São Paulo Spartans #4 | 1 | 0 | 1 | .500  | 42 | 12 | 30  |
| 4   | Curitiba Lions        | 0 | 0 | 2 | .000  | 0  | 75 | -75 |

#### Resultados
| 29 de julho 15:00 UTC -3 | Relatório | São Paulo Spartans | 06–12 | Curitiba Silverhawks |  | ADC Eletropaulo, São Paulo-SP |  |

| 18 de agosto 14:00 UTC -3 | Relatório | Big Riders FA | 39–00 | Curitiba Lions |  | Santa Cruz Social Clube, Rio de Janeiro-RJ |  |

| 1 de setembro 14:00 UTC -3 | Relatório | Curitiba Lions | 00–36 | São Paulo Spartans |  | Complexo Esportivo Brown Spiders, Curitiba-PR |  |

| 2 de setembro 13:00 UTC -3 | Relatório | Curitiba Silverhawks | 06–22 | Big Riders FA |  | Complexo Esportivo Brown Spiders, Curitiba-PR |  |

## Fase Final
Em itálico, os times que possuem o mando de campo e em negrito os times classificados.
|  | Semifinais | Semifinais           | Semifinais    |    |  | Final         | Final | Final |
|  |            |                      |               |    |  |               |       |       |
|  | A1         | Sinop Coyotes        | 28            |    |  |               |       |       |
|  | #4         | São Paulo Spartans   | 00            |    |  |               |       |       |
|  |            |                      |               |    |  | Sinop Coyotes | 12    |       |
|  |            |                      | Big Riders FA | 06 |  |               |       |       |
|  | B1         | Big Riders FA        | 14            |    |  |               |       |       |
|  | B2         | Curitiba Silverhawks | 13            |    |  |               |       |       |

### Semifinais
| 10 de outubro 19:00 UTC -3 |  | Sinop Coyotes | 28–00 | São Paulo Spartans |  | Estádio Gigante do Norte, Sinop-MT |  |

| 10 de outubro 10:00 UTC -2 | Relatório | Big Riders FA | 14–13 | Curitiba Silverhawks |  | Estádio Rua Bariri, Rio de Janeiro-RJ |  |

### Final
| 1º de dezembro 19:00 UTC -2 | [ Relatório] | Big Riders FA | 06–12 | Sinop Coyotes |  | GDR 7 de Setembro, São Paulo-SP |  |

## Premiação
| Copa do Brasil Feminino de 2018   |
| Mato Grosso                       |
| --------------------------------- |
| Sinop Coyotes Campeão (2º título) |